# Burgstall Mitterfecking
Die Burgstall Mitterfecking bezeichnet eine abgegangene Höhenburg auf einem 30 m hohen Bergsporn, der zwischen dem Feckinger Bach und dem Esperbach liegt. Er steht zwischen den Ortschaften Mitterfecking und Oberfecking; beide gehören zu der niederbayerischen Gemeinde Saal an der Donau im Landkreis Kelheim. Die Wallreste befinden sich ca. 350 m nordöstlich der Ortsmitte von Oberfecking, sie sind unter der Denkmalnummer D-2-7137-0146 als Bodendenkmal im BayernAtlas eingetragen und werden als „frühmittelalterliche Abschnittsbefestigung“ beschrieben.

## Beschreibung
An der Bergspitze liegt ein trapezoidförmiges Areal mit Seitenlängen von 50, 40, 50 und 60 m. An der Südseite wird die Anlage durch einen schwach ausgeprägten Wall von einem Meter Höhe vom Hinterland abgetrennt. Es folgt ein 10 m breiter Sohlgraben, in dessen Mitte sich eine Erdbrücke mit 2,5 m Tiefe befindet. In einem Abstand von 65 m zieht sich ein zweiter Wall quer über das Gelände. Der dazugehörende Graben hat eine Tiefe von maximal 1,5 m. Es folgt ein dritter nach Süden sich spreizender Außenwall, der eine Tiefe von bis zu 3 m gegenüber der Innenkante besitzt.

## Geschichte
Der Ministeriale des Klosters St. Emmeram, Wernher von Fecking, hat 1185 unter dem Abt Adalbert I. ein Gut und einen Berganteil mit einem „purchstal“ an das Kloster übergeben. Unter dem folgenden Abt Peringer II. verkauft Konrad, Sohn des Werner,  den Berganteil für zehn Solidi an Eberhard III. von Abensberg. Dieser begann, einen Graben um den Berg zu ziehen und eine Befestigung zu errichten. Da das Kloster sich durch den beginnenden Burgenbau bedroht fühlte, kaufte es dem Eberhard von Abensberg für den gleichen Betrag den Berganteil ab. Das Kloster wollte offensichtlich verhindern, dass hier eine Burg in Konkurrenz zu Burg Peterfecking entstand, wo bereits ein Ministeriale des Klosters saß.
Die unvollendet gebliebene Burg lag an zwei wichtigen Handelslinien, von denen eine nördlich liegend und von Regensburg her kommend nach Neustadt an der Donau und weiter nach Münchsmünster führt und eine 450 m westliche gelegene vom Naabtal  über Viehhausen nach Saal an der Donau und weiter nach Landshut führt.